# アスティアかさい

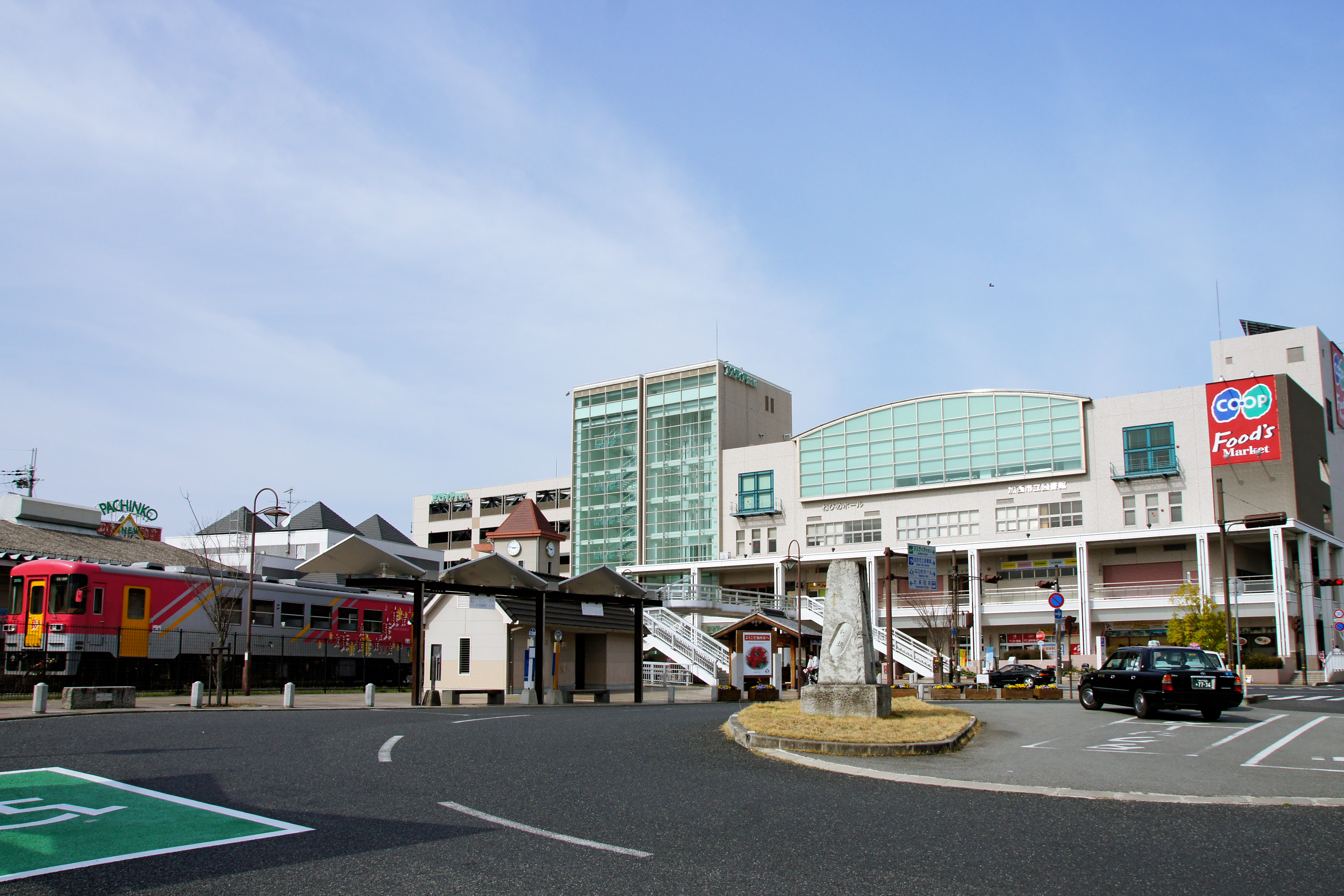
北条鉄道とアスティアかさいを望む

アスティアかさいは、兵庫県加西市にある商業施設と公共施設からなる複合施設である。
アスティアかさいは、加西市の中心部の再開発事業の一環として、都市基盤整備、文化機能の回復、地域商業の活性化、都市防災などを目的に整備された。1階と2階には 専門店から成る商業施設、3階と4階には加西市立図書館、地域交流センターなどの公共施設が入居している。2003年3月27日にオープンした。2022年4月25日、当施設の2階に子どもを遊ばせながら保護者がテレワークするためのスペースとして「かさいこども広場＆パパママオフィス アスも」が開業した。

## フロア構成
1階
- 加西商工会議所
- 専門店

2階
- 専門店
- 「かさいこども広場＆パパママオフィス アスも」（屋内遊戯スペース、テレワークスペース）

3階
- 加西市立図書館
- 加西市地域交流センター

4階
- 加西市立図書館
- 加西ふるさとハローワーク

## 北条駅周辺地区市街地再開発事業
加西市北条地区は、かつて門前町、宿場町として栄え、古くから町並みが形成されてきた。しかしながら、昭和50年代に入り、周辺地区で土地区画整理事業が実施され、新しい市街地が形成され商業機能や行政機能が移転したことにより、北条の中心市街地は衰退を見せるようになった。商店街の衰退、鉄道利用者の減少に対応するため、平成に入り北条町駅周辺地区の再開発が計画され（1991年に再開発準備組合を結成）、北条町駅を約100メートル移設すると共に、駅跡地に新しい複合施設を建設することになり、都市計画道路の整備などと合わせて「北条駅周辺地区市街地再開発事業」がスタートすることになった。
1994年度に地区再生計画が策定され、新しい施設の核店舗としてコープこうべの店舗の入居が決定した。1997年度に都市計画決定を受け、1998年3月3日に「北条駅周辺地区市街地再開発組合」が設立認可された。総事業費75億円で約2.0haの土地に、複合施設（アスティアかさい）、都市計画道路（三木山崎線（現・三木宍粟線））、駅前交通広場が整備され、合わせて手前川の改修や緑地の整備も実施された。

## コープ加西店の撤退
コープ加西店は収益が基準に届かないことから営業終了予定店舗に指定され、2025年3月27日に閉店した。

## アクセス
- 北条鉄道北条町駅下車すぐ
- 大阪駅JR高速バスターミナルより中国ハイウェイバス津山駅行き「北条」下車、北条バス停より徒歩12分
- JR姫路駅より神姫バス北条営業所行き「アスティアかさい」下車